# Biagio Zurlo
Biagio Renato Zurlo (Torre Annunziata, 15 febbraio 1964) è un ex pugile, allenatore di pugilato, procuratore sportivo, arbitro di boxe e docente italiano.

## Carriera

### Pugile
Nato e cresciuto nella Boxe Vesuviana, è stato un peso welter per l'intera carriera. Da dilettante vince il titolo dei Novizi nel 1978, mentre da professionista vince il primo titolo italiano il 25 aprile 1988 battendo Pietro Ciarla per KOT. Difende il titolo il successivo 23 luglio vincendo ai punti contro Alessandro Duran. Nella successiva difesa del 18 marzo 1989, perde il titolo per KOT contro Paolo Pesci, anche a causa di un infortunio al gomito. Riconquista il titolo italiano l'11 luglio 1990 nella rivincita contro Pesci maturata ai punti, lasciando da iridato la carriera pugilistica a soli 26 anni, per dedicarsi all'insegnamento nelle scuole. Laureato in scienze motorie, viene assegnato ad una scuola presso Como il cui preside in futuro sarà il presidente della FPI Lombardia.

### Allenatore
Zurlo resta vicino al mondo dei guantoni, dapprima continuando ad allenarsi e successivamente muovendo i primi passi da tecnico. Su invito di Franco Falcinelli, presidente FPI nel 2001, inizia a collaborare con la Nazionale di pugilato. Ottenuto il trasferimento presso una scuola di Gubbio, i rapporti con le nazionali si intensificano, fino al punto di ricevere la chiamata di Patrizio Oliva che lo vuole come suo secondo alla guida della Nazionale di pugilato, in vista delle Olimpiadi di Sidney. 

### Altre attività
Biagio Zurlo ha esercitato anche l'attività di procuratore sportivo ed è stato un arbitro di pugilato. Nel 2017 è stato nominato Consigliere Federale, mentre nel 2020 diviene il coordinatore dei tecnici italiani. È stato il primo docente a portare il pugilato nella scuola nelle ore curricolari.